# Göhrde-Morde
Die Göhrde-Morde im Staatsforst Göhrde in Niedersachsen sind zwei Doppelmorde, die im Sommer 1989 in ganz Westdeutschland großes Aufsehen erregten und heute als spektakuläres Verbrechen gelten. Innerhalb weniger Wochen wurden zwei Paare im selben Waldgebiet der Göhrde von wahrscheinlich demselben Täter ermordet. Der zweite Doppelmord fand statt, während die Kriminalpolizei etwa 800 Meter entfernt Spuren des ersten Verbrechens sicherte. Das Waldgebiet wurde danach über lange Zeit von Spaziergängern und Ausflüglern gemieden, fast 30 Jahre lang blieb der Kriminalfall ungeklärt.
Ende Dezember 2017 gab die Polizei Niedersachsen bekannt, dass sie den bereits 1993 durch Suizid verstorbenen Friedhofsgärtner Kurt-Werner Wichmann mit hoher Wahrscheinlichkeit als Täter festgestellt habe, bei dem es sich zudem wahrscheinlich um einen Serienmörder mit weiteren Morden gehandelt habe. Dies hätten DNA-Analysen zweier Haare ergeben. Die Ermittler verdächtigten eine weitere bisher unbekannte Person, als Mittäter an den Morden (und möglicherweise weiteren Taten) beteiligt gewesen zu sein. Im Mai 2019 wurde bekannt, dass die Polizei die Ermittlungen wieder aufgenommen habe. Da ein der Mittäterschaft Verdächtigter die Aussage verweigert, hat sich die Polizei an die Öffentlichkeit gewandt.

## Lage und Witterung

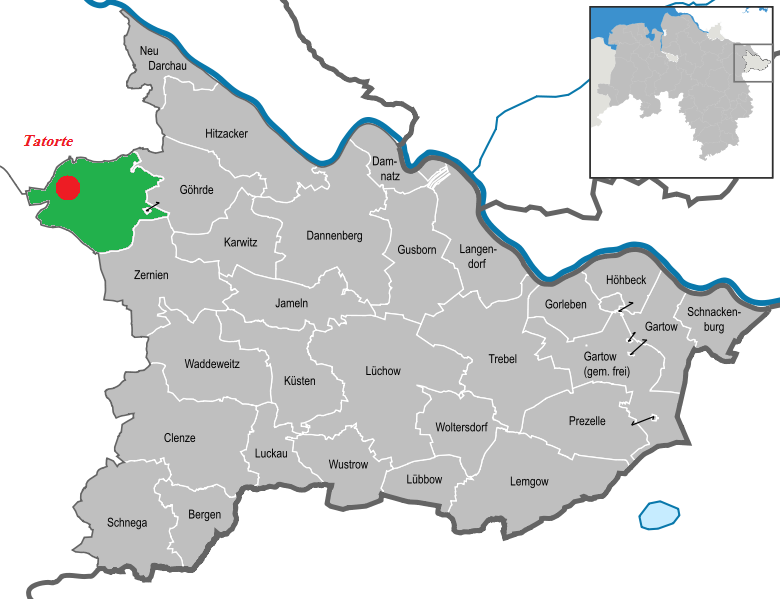
Lage des Staatsforstes Göhrde und des Tatortes im Landkreis Lüchow-Dannenberg

### Lage der Göhrde und des Tatortes
Die Göhrde ist ein etwa 75 Quadratkilometer großer Staatsforst im Landkreis Lüchow-Dannenberg und zu einem geringen Teil auch im Landkreis Lüneburg. Beide Landkreise liegen in der nordöstlichen Region des Bundeslandes Niedersachsen, etwa 60 Kilometer von Hamburg, 30 Kilometer von Lüneburg und 20 Kilometer von Uelzen entfernt. Die Göhrde bildet den größten Mischwald Norddeutschlands und ist nahezu unbewohnt. Früher war sie bevorzugtes Jagdgebiet der Herzöge von Braunschweig und Lüneburg, die Anfang des 18. Jahrhunderts in dem Gebiet das Jagdschloss Göhrde errichteten. Später gingen in dem Wald auch die Könige von Hannover und der deutsche Kaiser der Jagd nach. Durch die Nähe zur innerdeutschen Grenze lag die Göhrde 1989 noch im strukturell unterentwickelten Zonenrandgebiet.
Die beiden Tatorte (erster und zweiter Doppelmord) liegen unweit der B 216 in den Waldabschnitten Jagen 138 (Lage) und Jagen 147 (Lage).

### Witterung und Temperaturen
Im Sommer 1989 herrschte eine langanhaltende Hitzewelle. Es war wochenlang trocken, sodass Spuren nicht durch Witterungseinflüsse wie Regen, Hagel oder Stürme zerstört wurden. Andererseits war es über lange Zeit außergewöhnlich heiß, was den Mumifizierungsprozess der Leichen erheblich beschleunigte.

## Morde

### Erster Doppelmord

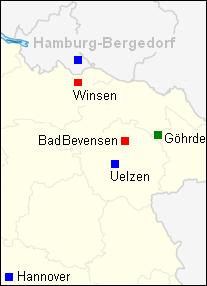
Der Tatort ist grün gekennzeichnet. Die ersten Opfer kamen aus Hamburg-Bergedorf, ihr Wagen wurde in Winsen gefunden. Das zweite Paar kam aus Hannover bzw. Uelzen; sein Fahrzeug wurde in Bad Bevensen aufgefunden.

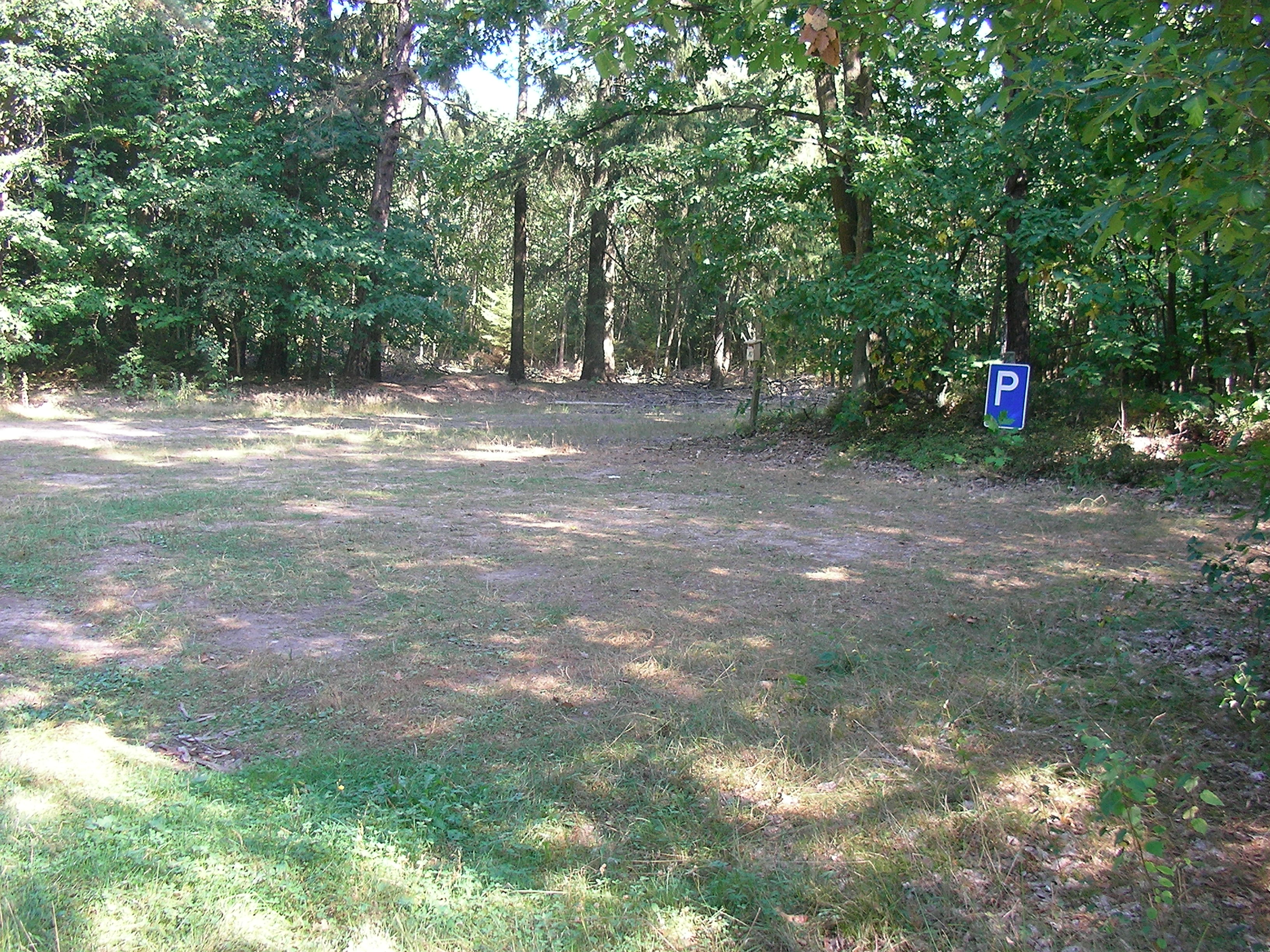
Parkplatz nahe dem Forsthaus Röthen

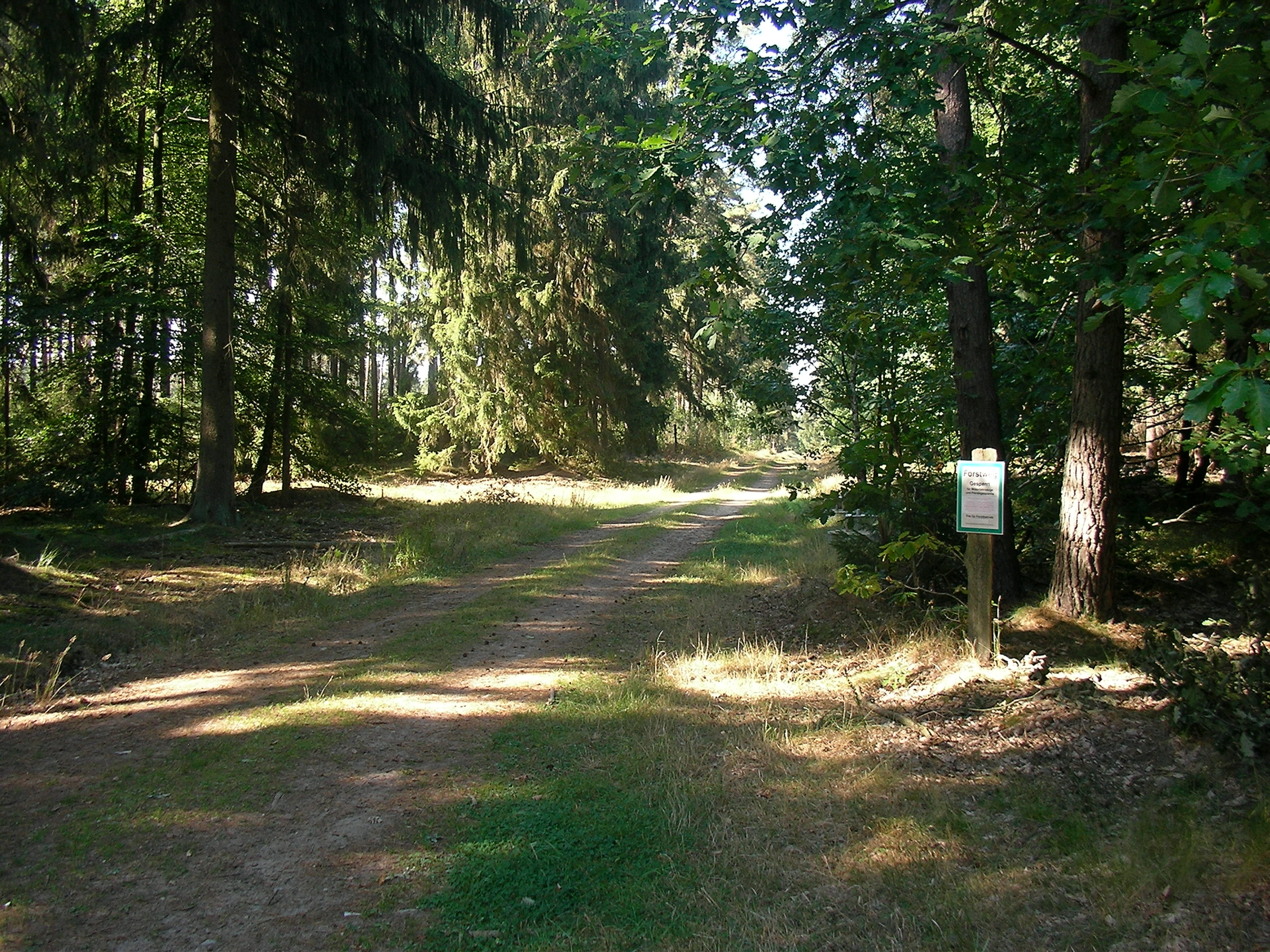
Forstweg vom Parkplatz zu den Jagen 147 und 138

Am 21. Mai 1989 fuhr das Ehepaar Ursula und Peter Reinold aus Hamburg-Bergedorf in die Göhrde, um dort spazieren zu gehen. Es wird vermutet, dass die 45 Jahre alte Frau und ihr 51 Jahre alter Ehemann eine spärlich bewachsene Senke im Jagen 138 aufsuchten, um dort ein Sonnenbad zu nehmen oder zu picknicken. Das Ehepaar wurde dort umgebracht, aber nicht am Tatort belassen. Der Täter transportierte seine Opfer aus der gut zu überschauenden Senke heraus in die Nähe einer größeren Kiefer und versteckte sie dort. Die Opfer waren entkleidet. Ob sie sich vor dem Mord selbst ausgezogen hatten oder vom Täter entkleidet wurden, blieb unklar. Der Täter entwendete den Opfern einen Picknickkorb und nahm die Autoschlüssel des Paares an sich. Mit deren Honda Civic flüchtete er aus der Göhrde und ließ den Wagen 300 Meter vom Bahnhof in Winsen an der Luhe, einer kleinen Stadt im „Hamburger Speckgürtel“, stehen. Das Ehepaar war unterdessen als vermisst gemeldet worden. Sieben Wochen später, am 12. Juli 1989, entdeckten drei Blaubeersammler die Leichen der Opfer. Sie waren aufgrund der damaligen hohen Temperaturen erheblich verwest, mumifiziert und durch Tierfraß größtenteils skelettiert.
Nachdem die Beerensammler die Leichen entdeckt hatten, suchten sie den Revierförster auf, um die Polizei benachrichtigen zu lassen. Auf dem Weg dorthin begegnete ihnen ein braunhaariger, kräftig gebauter, etwa 40 Jahre alter Mann mit einem Beutel in der Hand. Die Kriminalpolizei nahm an, dass es sich hierbei um den Täter handelte, der sich genau an diesem Tag und zu dieser Zeit in der Göhrde weitere Opfer suchte.
Die genaue Todesursache konnte wegen des Zustandes der beiden Leichen weder am Tatort noch durch die spätere Obduktion geklärt werden. Fest stand allerdings, dass Suizid oder Unfall ausschieden und dass der Tod durch ein Verbrechen eingetreten war. Aufgrund des Spurenbildes standen Erschießen, Erwürgen und Erschlagen als mögliche Ursachen im Raum. Der Ehemann wies eine Verletzung an seinem Kehlkopf auf. Jedoch konnte nicht festgestellt werden, ob es sich um Strangulationsmerkmale oder um Verletzungen durch futtersuchende, trampelnde Wildschweine handelte.

### Zweiter Doppelmord
Am 12. Juli 1989, dem Tag der Entdeckung des ersten Doppelmordes, fuhren die 46 Jahre alte Ingrid Warmbier aus Uelzen und der 43 Jahre alte Bezirksleiter der Toto-Lotto Gesellschaft, Bernd-Michael Köpping aus Hannover, gemeinsam in die Göhrde. Es handelte sich um ein Liebespaar, das nach dem Mittagessen aus dem nahegelegenen Bad Bevensen kam und offenbar einen Ausflug machte. Beide hatten sich während einer Kur kennengelernt und waren anderweitig verheiratet. Sie parkten an einer kleinen Nebenstraße nahe dem Forsthaus Röthen und gingen mehr als zwei Kilometer in den Forst hinein. Dort, im Waldabschnitt Jagen 147, trafen sie auf den Täter, der sie offenbar mit einer Schusswaffe bedrohte und sie teilweise mit Leukoplastband an Händen und Füßen fesselte. Beide mussten sich mit dem Gesicht nach unten hinlegen. Der Täter strangulierte das männliche Opfer und tötete es von hinten durch Kopfschüsse mit einer Kleinkaliberwaffe 5,6 Millimeter. Der Frau zertrümmerte der Täter den Schädel und fügte ihr schwere Verletzungen im Brustbereich zu. Die Bluse war in Höhe des BHs hochgeschoben und der BH durchschnitten. Beiden Opfern wurde in den Kopf geschossen. Anschließend entwendete er dem männlichen Opfer eine Polaroid-Sofortbildkamera und die Autoschlüssel seines Toyota Tercel, mit dem er aus der Göhrde flüchtete. Die weiteren Ermittlungen ergaben, dass der Täter mit diesem Fahrzeug noch etwa eine Woche umhergefahren war, bevor er es in der Nähe der Diabetes-Klinik in Bad Bevensen abstellte.
Zwei Wochen später, am 27. Juli 1989, entdeckten Polizeibeamte der angeforderten Einsatzhundertschaften im Rahmen einer flächendeckenden Spurensuche für den ersten Doppelmord zufällig die beiden Opfer des zweiten Doppelmordes. Der Todeszeitpunkt konnte sicher auf den 12. Juli 1989 datiert werden, den Tag, an dem die Polizei ihre Ermittlungen am Fundort des ersten ermordeten Paares aufnahm. Der Tatort lag etwa 800 Meter vom Auffindeort der Opfer des ersten Doppelmordes entfernt. Den Rekonstruktionen der Ermittler zufolge beging der Täter den zweiten Doppelmord zu einer Zeit, als die Kriminalpolizei am Fundort der ersten zwei Opfer war und ihre Ermittlungen aufnahm. Spätere Tests ergaben, dass Schüsse trotz der geringen Entfernung nicht zu hören gewesen sein konnten, weil sowohl der Fundort der Leichen des ersten Doppelmordes als auch der Tatort des zweiten Doppelmordes in Senken lagen.

### Parallelen
Die Parallelen der beiden Taten lagen darin, dass jeweils ein Paar mittleren Alters ermordet wurde und dass sich die Tatorte im selben Waldgebiet des riesigen Forstes befanden. Darüber hinaus entwendete der Täter den Opfern in beiden Fällen auffällige technische Gegenstände, obgleich es sich den Ermittlungen zufolge nicht um klassische Raubmorde handelte. Der Täter nahm beiden Opferpaaren die Autoschlüssel ab, um mit den Fahrzeugen aus der Göhrde zu entkommen. In beiden Fällen ließ er die Fahrzeuge in nahe gelegenen Kleinstädten mit Bahnanschluss stehen. Beide Städte liegen an der Bahnstrecke Lehrte–Hamburg-Harburg. Diese Parallelen veranlassten die Ermittler zur Annahme, dass es sich um denselben Täter handele. Es wird vermutet, dass er sich der Gegenstände, die er in beiden Fällen an sich genommen hatte, entledigte, nachdem die beiden Doppelmorde in den Medien für ein außerordentliches Interesse gesorgt hatten.

### Folgen
Die beiden Doppelmorde hatten auch wesentliche Folgen für die Göhrde, da sie die gesamte Region in Angst und Schrecken versetzten. Sowohl in der Presse als auch im Fernsehen erhielt der Staatsforst die Bezeichnung „Totenwald“. Spaziergänger und Ausflügler mieden den Wald über Jahre hinweg.

## Ermittlungen

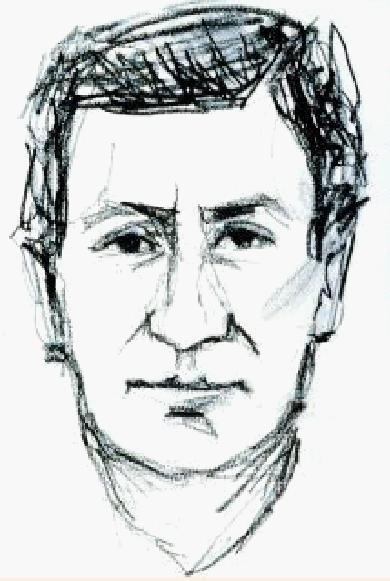
Phantomzeichnung des mutmaßlichen Täters von 1989

### Maßnahmen
Die Polizei Niedersachsen bildete sofort nach Entdeckung der ersten Tat eine 40-köpfige Sonderkommission mit Kriminalbeamten aus der Region und aus Lüneburg. Die Sonderkommission legte 1.911 Spurenakten an und befragte annähernd 10.000 Menschen. Ein Phantombild wurde erstellt und veröffentlicht und eine Belohnung von 50.000 D-Mark ausgelobt. Im Dezember 1989 und noch einmal im Januar 1990 wurde der Fall in der Fernsehfahndungssendung Aktenzeichen XY … ungelöst ausgestrahlt. Die Fahndungssendungen führten aber nicht zum Erfolg.
Der Täter wurde infolge der weiteren Ermittlungen von Polizeipsychologen als brutal, aggressiv, gefühlskalt, Einzelgänger, sexuell gestört, psychisch krank, cholerisch, überkorrekt und introvertiert charakterisiert. Die Ermittler gingen davon aus, dass er Nichtraucher gewesen sei, sich seine Zeit habe selbst einteilen können und bei Abwesenheit vom Arbeitsplatz nicht vermisst würde.
Die Überprüfungen einer Reihe von Personen, beispielsweise der Patienten der geschlossenen Psychiatrie, die zu den Tatzeiten Ausgang hatten, sowie der Gäste von Pensionen, Hotels und Kurheimen im nahen Bad Bevensen führten nicht weiter. Ebenso verlief die Überprüfung aller Fahrzeughalter zu Kraftfahrzeugkennzeichen erfolglos, die zu den Tatzeiten in irgendeiner Weise behördlicherseits notiert worden waren. Auch der später als Täter identifizierte Kurt-Werner Wichmann wurde überprüft. Er war wegen seiner Vorstrafen verdächtig und war zum Zeitpunkt des zweiten Doppelmordes krankgeschrieben (zum Zeitpunkt des ersten Mordes an einem Sonntag musste er ebenfalls nicht arbeiten). Man sah ihn aber als entlastet an, da er eine Brille trug, was nicht dem Phantombild entsprach.
Verdächtigt wurde auch der Ehemann des Opfers im zweiten Doppelmord, ein Bäcker. Danach habe der einen Auftragskiller angeheuert, um seine untreue Ehefrau samt Liebhaber zu töten, und der Killer habe aus Versehen zunächst das falsche Paar erwischt.

### Erste „heiße Spur“
Schon nach kurzer Zeit gab es eine „heiße Spur“. In Wales hatte sich im Juni 1989 ein ähnlicher Doppelmord ereignet: Das Ehepaar Dixon war während eines Campingausfluges auf dem Pembrokeshire Coast Path bei Little Haven aus nächster Nähe erschossen worden. Die Leichen wurden abseits des Weges versteckt gefunden, die Hände des Ehemannes waren auf dem Rücken gefesselt. Zeugen war einen Tag vor den Doppelmorden ein etwa 40 Jahre alter Mann aufgefallen, seine Beschreibung war der des mutmaßlichen Göhrde-Mörders ähnlich. Die Zeugen berichteten außerdem von einem etwa 20 Jahre alten Begleiter mit deutschem oder niederländischem Akzent. In der Göhrde hatte die Polizei in der Nähe des ersten Tatortes eine niederländische Geldmünze gefunden. Sowohl die Tatorte in Deutschland als auch in Wales lagen jeweils in der Nähe eines Übungsplatzes britischer Truppen. Die Ermittlungen in Wales blieben zunächst ergebnislos, bis im Mai 2009 der 64 Jahre alte John Cooper in Untersuchungshaft genommen wurde, dessen DNA-Muster mit den am Tatort bei Little Haven gefundenen Spuren übereinstimmte. Cooper, dem außerdem ein weiterer Doppelmord 1985 und eine Vergewaltigung 1996 zur Last gelegt wurden, erklärte sich für „nicht schuldig“. Die Hauptverhandlung vor dem Swansea Crown Court endete nach zwei Jahren am 26. Mai 2011 mit einem Schuldspruch in allen Anklagepunkten und der Verurteilung Coopers zu einer lebenslangen Freiheitsstrafe. Sein Rechtsmittel gegen dieses Urteil wurde am 1. November 2012 letztinstanzlich verworfen. Eine Verbindung Coopers zu den Göhrde-Morden hat sich letztlich nicht ergeben.

### Zweite „heiße Spur“
1993 hatte eine Zeugin vernommen, wie ein Mann seiner Frau im Streit gedroht habe, sie solle die Göhrde-Morde nicht vergessen, es könne ihr genauso ergehen, wenn sie ihn weiterhin mit einem anderen Mann betrüge. Die Zeugin meldete ihre Beobachtungen an die Polizei. Die erste, oberflächliche Überprüfung war vielversprechend, denn der Verdächtige hatte eine Waffenbesitzkarte über eine Kleinkaliberwaffe 5,6 Millimeter. Mit einer derartigen Waffe war das männliche Opfer des zweiten Doppelmordes erschossen worden. Darüber hinaus passte die äußere Erscheinung des Verdächtigen, wie braune Haare und Größe, zum angefertigten Phantombild. Schließlich kam der Verdächtige aus der Gegend und hatte als Förster Ortskenntnisse. Die Ortskenntnisse waren für die Tat in einer derart abgelegenen Gegend wichtig gewesen. Nach einigen Monaten weiterer Ermittlungen beantragte der Staatsanwalt erfolgreich einen Durchsuchungsbeschluss beim zuständigen Amtsgericht. Die gründlich durchgeführte Hausdurchsuchung beim Förster, dessen Waffen beschlagnahmt wurden, sowie die stundenlangen Vernehmungen des Verdächtigen und seiner Ehefrau führten nicht zum Erfolg, da sich keine belastenden Umstände ergaben. Im Gegenteil: Der Verdächtige konnte für den zweiten Doppelmord ein Alibi vorweisen, womit diese Spur ebenfalls nicht zur Tataufklärung führte. Dass die Ermittlungen gegen ihn dennoch erst 1995 eingestellt wurden, belastete ihn stark, 2005 erschoss er sich.

### Weitere Entwicklung
Die Sonderkommission wurde später aufgelöst. Ihr war es nicht gelungen, den Täter zu ermitteln. Der Leiter der damaligen Sonderkommission wurde bereits 1997 pensioniert. Danach arbeiteten noch immer zwei Kriminalbeamte aus der damaligen Sonderkommission sporadisch an dem Fall, und zwar ein Ermittler aus Lüchow und ein Ermittler aus Lüneburg. 2009 war nur noch der Kriminalbeamte aus Lüneburg nebenher mit dem Fall in der Weise betraut, mitunter noch auftretenden Hinweisen nachzugehen.
Im Juli 2009 gab es einen weiteren, möglicherweise letzten Ermittlungsansatz: Nach der Tat waren seinerzeit zwei Haare im Fahrzeug eines der Opferpaare (dem der Reinolds) sichergestellt worden, die weder den Opfern noch deren Umfeld zuzuordnen waren. Die Kriminalpolizei wollte nunmehr mit Hilfe der mittlerweile vorangeschrittenen DNA-Analyse-Methode DNA-Muster aus den beiden Haaren isolieren und mit den beim Bundeskriminalamt gespeicherten Daten vergleichen. Das Problem der DNA-Analyse war, dass das DNA-Muster bei alten, ausgefallenen Haaren ohne Wurzel nur mit einer Wahrscheinlichkeit von 60 Prozent komplett isoliert werden kann. Die Kriminalpolizei ging dennoch davon aus, dass die beiden Haare geeignet waren, den Täter zu ermitteln. 2014 erklärte sie jedoch, dass der Fall aus Kapazitätsgründen nicht neu aufgerollt werde.
Im Juni 2017 wurde bekannt, dass sich ein DNA-Spurentreffer vom Tatort des Mordfalls an der 49-jährigen Unternehmerin Andrea K. vom Mai 2015 im Zooviertel in Hannover ergeben hatte. Die genetischen Spuren an einer Weinflasche in der Wohnung von Andrea K. sollten nach Polizeiangaben mit denen der Haare, die seinerzeit im Auto der Reinolds sichergestellt wurden, übereinstimmen. Für den Mord an Andrea K. wurde ein damals 27-jähriger Geliebter des Opfers im November 2015 zu lebenslanger Haft verurteilt. Der verurteilte Mörder selbst kommt wegen seines Alters nicht als Beteiligter in Betracht für die Jahrzehnte zurückliegenden Göhrde-Morde. Von wem die genetischen Spuren stammen, ist polizeilich unbekannt, sie stammten nicht von Wichmann.

### Verbindungen zum Mordfall Birgit Meier
Entscheidende Hinweise zur Identifizierung des Täters der Göhrde-Morde ergaben sich aus dem Fall der verschwundenen 41-jährigen Birgit Meier aus Lüneburg. Sie war im Jahr 1989, kurze Zeit, nachdem sie sich von ihrem Ehemann getrennt hatte, spurlos verschwunden, und die Polizei vermutete ein Kapitalverbrechen. Am Tag ihres Verschwindens, dem 15. August 1989, hatte sie einen Notartermin zum Verkauf ihres einsam in Brietlingen bei Lüneburg gelegenen Hauses und hatte sich noch am Tag zuvor bei ihrer Mutter am Telefon froh darüber gezeigt, bald umziehen zu können. Zunächst vermutete man Suizid oder verdächtigte den Ehemann, der nach der Trennungsvereinbarung eine Abfindung von einer halben Million DM mit seiner Frau vereinbart hatte, jedoch fokussierten sich später die Ermittlungen auf den Lüneburger Friedhofsgärtner Kurt-Werner Wichmann, den die Verschwundene zuvor nach Aussagen des Ex-Ehemanns auf einer Party kennengelernt hatte. Außerdem hatte er zuvor Gartenarbeiten bei den Nachbarn von Birgit Meier verrichtet. Es gab schon 1989 Verdachtsmomente gegen Kurt-Werner Wichmann im Fall Birgit Meier und er wurde vernommen, sein vorgebliches Alibi durch seine Ehefrau aber nicht genauer überprüft. Dass er zur Zeit des Verschwindens von Birgit Meier krankgeschrieben war, verschwieg er und die Polizei fragte auch nicht genauer nach. Erst mit der Einsetzung einer neuen Staatsanwältin in Lüneburg kamen weitere Ermittlungen in Gang. Im Jahr 1993 wurde Anklage wegen Mordverdachts im Fall Birgit Meier gegen den Gärtner erhoben und die Polizei nahm eine Hausdurchsuchung vor. Die Ermittler fanden zwei Kleinkaliber-Gewehre, einen umgebauten scharfen Schreckschuss-Revolver, Elektroschocker, Schalldämpfer, Handschellen, Beruhigungs- und Schlaftabletten, Folterwerkzeug in einem mit einer schallisolierten Tür verschlossenen Geheimraum, den nur er und sein Bruder betreten durften. Im Garten fand sich ein vergrabener roter Ford Probe, auf dessen Rücksitz dem Anschein nach Blut klebte. Die Leichenspürhunde schlugen mehrfach an, man fand aber keine Leichen.
Kurt-Werner Wichmann war vor der Durchsuchung geflohen. Er wurde bei Heilbronn verhaftet, als er in einen Verkehrsunfall verwickelt war und man Waffen in seinem Fahrzeug fand. Mit im Fahrzeug saß sein zehn Jahre jüngerer Bruder, der zu ihm ein enges Verhältnis hatte und der von Kurt-Werner Wichmann dominiert wurde. Zehn Tage nach seiner Festnahme erhängte sich der 43-jährige Wichmann in der Haft. Suizidversuche hatte er schon zuvor unternommen. Er hinterließ merkwürdige Abschiedsbriefe, in denen er unter anderem seinen Bruder aufforderte, die Dachrinne zu reinigen. Nach seinem Tod endete die Mordserie in den Wäldern rund um Lüneburg. Die weiteren Ermittlungen gegen ihn wurden eingestellt. Sein Fahrzeug und die bei ihm gefundenen Gegenstände wurden von der Polizei entsorgt.

### Private Ermittlungen
Dass die Ermittlungen zu den Göhrde-Morden wieder aufgenommen wurden, war der Initiative des Bruders der verschwundenen Birgit Meier, des pensionierten ehemaligen Chefs des Landeskriminalamtes Hamburg, Wolfgang Sielaff, zu verdanken. Er betrieb nach seiner Pensionierung im Jahr 2002 die Aufklärungsarbeit in Eigenregie weiter. Dazu bildete er ein eigenes Team mit dem Leiter der Rechtsmedizin in Hamburg, Klaus Püschel, dem Strafverteidiger Gerhard Strate, dem ehemaligen Chef des LKA Hamburg Reinhard Chedor und weiteren Fachleuten. 2013 fand Sielaff bei einer Nachsuche in einem ehemaligen Zimmer von Kurt-Werner Wichmann Videokassetten der Aktenzeichen-XY-Sendungen zu den Göhrde-Morden und Zeitungsausschnitte dazu. Außerdem konnte Sielaff 2015 erreichen, dass bei der Polizei in Lüneburg eine neue Sonderkommission eingerichtet wurde, die den Fall Birgit Meier untersuchte. Im Jahr 2016 wurden im Haus von Kurt-Werner Wichmann gefundene Handschellen untersucht, die noch in der Medizinischen Hochschule Hannover lagerten und dadurch der Vernichtung durch die Staatsanwaltschaft entgangen waren. Auf ihnen fand sich eine Blutspur, die eine DNA-Übereinstimmung mit der Vermissten aufwies. Sielaff erhielt vom neuen Eigentümer des früheren Wohngrundstücks von Kurt-Werner Wichmann in Vrestorf im Landkreis Lüneburg die Erlaubnis, Grabungen in der Garage durchzuführen. Am 27. September 2017 entdeckte das Grabungsteam unter der ungewöhnlich flachen Montagegrube der Garage menschliche Knochen und eine DNA-Analyse belegte, dass es sich um die sterblichen Überreste der vermissten Birgit Meier handelte. Das Haus von Kurt-Werner Wichmann war 1993 von der Lüneburger Polizei mehrfach vergeblich durchsucht worden, auch mit Leichenspürhunden.

### Identifizierung des Täters
Im Dezember 2017, 28 Jahre nach den Morden, gab die Polizei Niedersachsen bekannt, dass sie den ehemaligen Friedhofsgärtner Kurt-Werner Wichmann für die Göhrde-Morde für dringend tatverdächtig hielt und dass eine Ermittlungsgruppe eingerichtet worden war. Eine wohl in einem der entwendeten Fahrzeuge der Opfer sichergestellte DNA-Spur konnte Wichmann zugeordnet werden. Laut Polizeiangaben handelte es sich dabei um eine neue Spur und nicht die im Laufe der Jahre immer wieder untersuchten Haare. Die Polizei geht seitdem davon aus, dass es einen Mittäter gab, der möglicherweise auch weitere Verbrechen begangen haben könnte. Der wesentliche Anhaltspunkt für eine zweite in den Fall verwickelte Person leitet sich aus dem Umstand ab, dass Kurt-Werner Wichmann mit seinem eigenen Kraftfahrzeug in die Göhrde gefahren war, aber mit dem Fahrzeug der Ermordeten zurückkehrte. Wer Wichmanns eigenen Wagen wieder zurückbrachte, ist unklar. Nach den Erkenntnissen Sielaffs gab es in Lüneburg und Umgebung 21 bislang ungeklärte Mordfälle, die vom Täterprofil und jeweiligen Aufenthaltsort her eventuell Kurt-Werner Wichmann zugeordnet werden könnten. Möglicherweise gehen nach Einschätzung der Polizei, die ein Bewegungsprofil Wichmanns erstellte, auch Mordfälle in anderen Gegenden auf sein Konto. So hielt Wichmann sich nach seiner ersten Haftentlassung 1975 drei Jahre in Karlsruhe auf, wo er bei einer älteren Frau lebte, die er durch eine Kontaktanzeige während der Haft kennengelernt hatte. In diese Zeit fallen im Raum Karlsruhe mehrere unaufgeklärte Morde an Anhalterinnen. Wichmann war sehr mobil und besaß fünf Autos.
Am 19. Januar 2018 wurde bekannt, dass laut dem Obduktionsgutachten der Medizinischen Hochschule Hannover das Opfer Birgit Meier erschossen worden war. Der Lüneburger Polizeipräsident Robert Kruse teilte mit, dass man beim Täter von einem Serienmörder ausgehe, der möglicherweise auch im Ausland zugeschlagen habe. Er kündigte eine gründliche Überprüfung von Altfällen an, für die Wichmann als Täter in Frage komme. Analysten des Landeskriminalamts Niedersachsen filterten daraufhin 24 ungeklärte Taten heraus, vor allem Tötungsdelikte und auch Vermisstenfälle. Im Februar 2018 wurde der Fall erneut in der Sendung Aktenzeichen XY … ungelöst im Fernsehen vorgestellt, da die Ermittler von einem Mittäter, Helfer oder zumindest von Mitwissern ausgehen.
2018 durchsuchte die Polizei mit 30 Beamten unter Einbeziehung der niederländischen Polizei mit geophysikalischem Gerät und des Niedersächsischen Landesamtes für Denkmalpflege mehr als zwei Wochen lang das frühere Wohnhaus und Grundstück von Kurt-Werner Wichmann. Vor den Arbeiten wurde das Grundstück anhand von Luftbildaufnahmen und Lidar-Scans auf Auffälligkeiten ausgewertet. Zum Einsatz kamen unter anderem Leichenspürhunde und Metalldetektoren. Es wurden rund 400 Gegenstände, darunter 200 Gegenstände mit DNA-Spuren, sichergestellt, die vom Landeskriminalamt Niedersachsen auf Zusammenhänge mit weiteren Morden untersucht werden. Darunter sind eine Polaroid-Kamera und ein Fernglas. Die Gegenstände gehörten möglicherweise dem ermordeten Ehepaar Reinold und waren verschwunden.
Im Herbst 2018 tauchte ein Koffer auf, der jahrelang auf einem Dachboden in einem Lüneburger Industriegebiet gelegen hatte, in dem sich zwei Schusswaffen mit Munition und ein 1976 in Karlsruhe ausgestellter Führerschein von Wichmann befanden. Der Koffer wurde vom Lüneburger Gebrauchtwagenhändler Michael Volkert zur Landeszeitung für die Lüneburger Heide gebracht, die ihn wiederum der Polizei übergab. Der Gebrauchtwagenhändler hatte diesen wohl von seinem Freund Hans Rudloff erhalten, dem Ehemann der Witwe Wichmanns – und zwar nachdem dieser Sielaff bereits Zugang zum ehemaligen Haus Wichmanns gewährt hatte. Rudloff ist Anfang 2017 verstorben.

### Auftragsmord-Hypothese
Die Ermittlungsgruppe stellte die Hypothese auf, bei den Göhrde-Morden könnte es sich um einen von Wichmann begangenen Auftragsmord gehandelt haben, bei dem der erste Mord eine Verwechslung war und der eigentliche Auftrag den Opfern des zweiten Mordes galt. Indizien dafür seien unter anderem, dass Wichmann die Opfer anscheinend jeweils am gleichen Ort, einem Parkplatz am Rosenbad in Bad Bevensen (ca. 18 km vom Fundort der Leichen entfernt), antraf und dann über eine längere Strecke verfolgte, dass es sich in beiden Fällen um Paare ähnlichen Alters handelte und dass die Kennzeichen der Autos, mit denen die Opfer anreisten, auffällig ähnlich waren (HH-R 246 und H-CC 8546).

## Mediale Verarbeitung
Der Stoff der Göhrde-Morde wurde vom NDR in dem dreiteiligen Spielfilm (online als sechsteilige Miniserie) Das Geheimnis des Totenwaldes verfilmt. Die Erstausstrahlungen in der ARD erfolgten am 2., 5. und 9. Dezember 2020. Im Anschluss an den letzten Teil wurde die Dokumentation Eiskalte Spur gesendet. Bereits vor dem Spielfilm nahm der NDR-Dokucast sich des Themas unter dem Titel „Die Geheimnisse des Totenwaldes“ als Podcast an.
Die vierteilige True-Crime-Miniserie Dig Deeper: Das Verschwinden von Birgit Meier von Netflix thematisiert die Aufklärung des Falles ausgehend vom Verschwinden der Birgit Meier. Verfügbar ist sie seit dem 26. November 2021.